# تکنی‌کالر

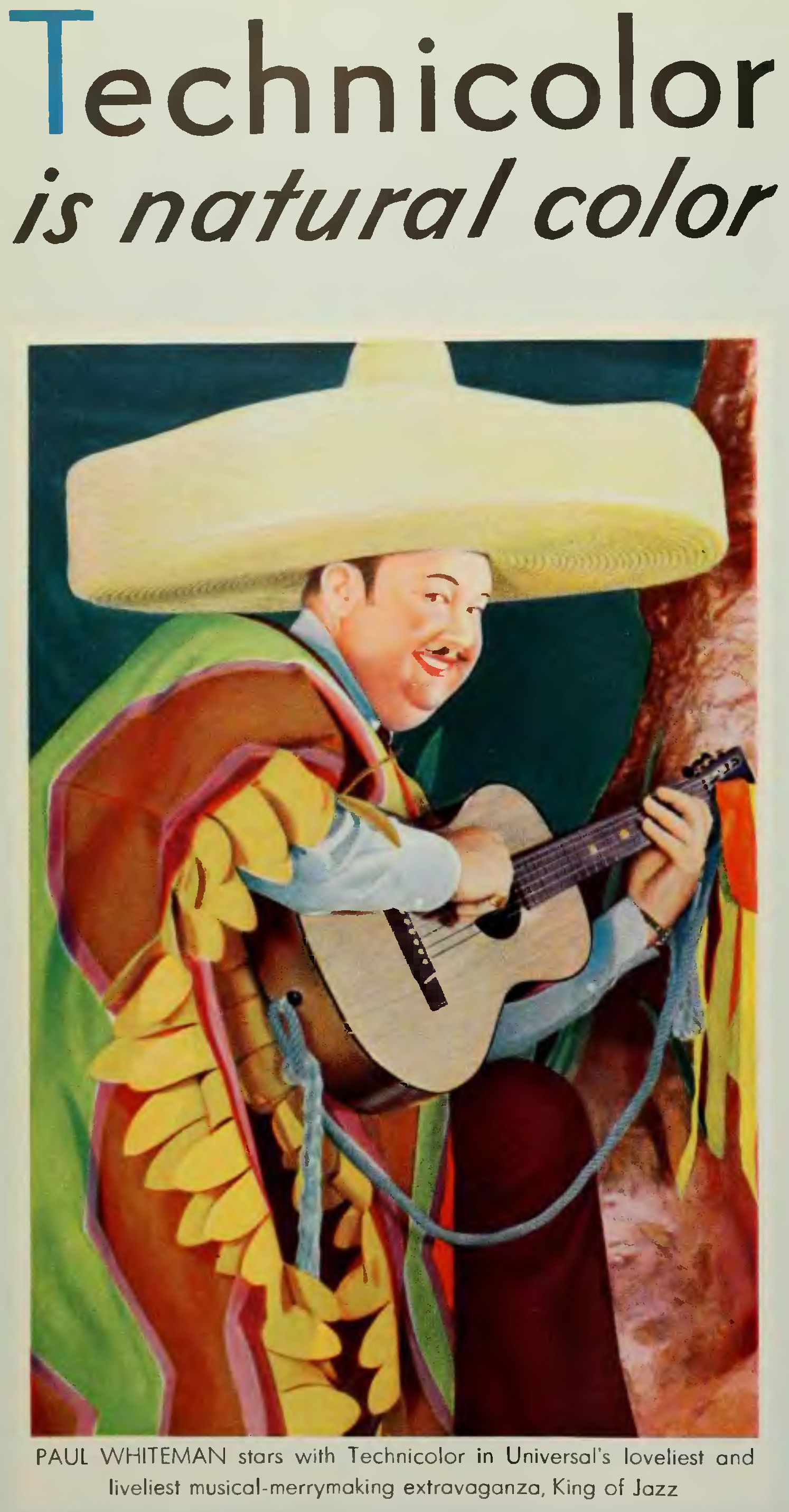
"تکنی‌کالر رنگ طبیعی است" پل وایتمن در تبلیغ پادشاه جاز از فیلم دیلی (The Film Daily)، ۱۹۳۰ بازی می‌کند.

تکنی‌کالر (به انگلیسی: Technicolor) سیستمی در فیلم رنگی است که در سال ۱۹۲۲ ارائه شد. این سیستم از یک شکافنده نور در دوربین استفاده می‌کرد و آنها دو قطعه فیلم می‌تاباندند، نگاتیو سبز در نوار جداگانه خود قرار داشت و نگاتیو قرمز در نوار دیگر قرار می‌گرفت و سپس چاپ می‌شدند و نهایت نگاتیوها به هم چسبانده می‌شدند و در یک فیلم پروژکتور نمایش داده می‌شد. فیلم فدیهٔ دریا (۱۹۲۲) با این روش تولید شد. 

## تاریخچه
تکنی‌کالر مترادف با بخشی از دوران سینماست. در دوران سینمای کلاسیک هر کمپانی شیوهٔ رنگی مخصوص به خود را داشت که فیلمهای رنگی را به آن طریق فیلمبرداری می‌کرد. کمپانی متروگلدوین مایر از «مترو کالر»، فوکس قرن بیستم از «دولوکس کالر»، و برادران وارنر از «وارنر کالر» استفاده می‌کردند. کمپانی‌های کوچکتر و کشورهای اروپایی یا آسیایی از سیستم‌های رنگی نظیر «ایستمن کالر» یا «آگفا کالر» استفاده می‌کردند. اما «تکنی‌کالر» یک سیستم رنگی درخشان، متمایز و در سطح قابل توجهی پر هزینه تر از سایر سیستم‌ها بود که در موارد خاص استفاده می‌شد. «تکنی‌کالر» قدیمی‌ترین شیوهٔ فیلمبرداری رنگی محسوب می‌شود. در سیستم رنگی «تکنی‌کالر» در سالهای نخست از یک دوربینِ سه نواره، و در سالهای بعدتر با پیشرفتهای تکنیکی از یک نوار نگاتیو، اما به صورت سه لایه که هر کدام یک طیف رنگی را جذب می‌کردند استفاده می‌شد. هیچ‌کدام از سیستم‌های رنگیِ بعدی با وجود فراگیر بودن به دقتِ رنگی و عمرِ طولانیِ سیستم «تکنی‌کالر» نرسیدند. به خاطر پرهزینه بودنِ این سیستم، تنها پروژه‌های خاص، یا کارگردانان صاحب نفوذ می‌توانستند از سیستم «تکنی‌کالر» استفاده کنند. کارگردانانی همچون آلفرد هیچکاک که اکثر آثار رنگی اش را به این شیوه ساخت و پروژه‌هایی استثنایی همچون فانتازیا، یک آمریکایی در پاریس، آواز در باران، و مرد آرام به این شیوه فیلمبرداری شدند. این تکنیک در آغاز در اختیار کمپانی دیزنی قرار گرفت و انیمیشن رنگی سه بچه خوک (۱۹۳۲) که با این روش ساخته شده بود، موفقیتی بزرگ کسب کرد. سفیدبرفی و هفت کوتوله (فیلم ۱۹۳۷) نیز با این روش تهیه شد؛ و دو فیلم جادوگر شهر از (فیلم ۱۹۳۹) و بربادرفته (فیلم ۱۹۳۹) هر دو از ویکتور فلمینگ فیلم‌های رنگی تکنی‌کالر بودند. فیلم بر باد رفته که با سه نگاتیو رنگی با حساسیت بیشتر و فریم‌های بیشتری ساخته شده بود، توانست اسکار فیلمبرداری را به خاطر دستاوردی برجسته در استفاده از رنگ به دست آورد. در سال ۱۹۴۱ کداک، سیستم تکنی‌کالر مونوپک را ارائه کرد که در آن از نگاتیوهای چندلایه استفاده شده بود. این نگاتیوها به راحتی در دوربین‌های سیاه و سفید هم قابل استفاده بودند و بسیار کار را راحت‌تر و سبک‌تر کردند. اولین فیلمی که به این روش تهیه شد بمب افکن هوایی (۱۹۴۱) مایکل کورتیز بود. در سال ۱۹۵۰ سیستم کداک، تکنی‌کالر سه‌نوارهٔ کالموس را از دور خارج کرد. در آخرین سال‌های دههٔ چهل شرکت کداک، سیستم ایستمن کالر را که یک سیستم رنگ‌افزا بود ارائه داد. ایستمن کالر هم نگاتیوهای سه‌لایه داشت که کیفیتی بسیار بالاتر از تکنی‌کالر و فرایند رنگ آشامی داشتند.